# Мохнацька Надія Ігорівна
Надія Ігорівна Мохнацька (18 жовтня 1995, Івано-Франківськ, Україна) — українська фристайлістка, фахівець із лижної акробатики, учасниця Олімпійських ігор 2014 року.

## Олімпійські ігри
Виступи на Олімпійських іграх
| Рік  | Місце проведення | Дисципліна | Результат |
| ---- | ---------------- | ---------- | --------- |
| 2014 | Сочі, Росія      | акробатика | 17        |

## Чемпіонат світу
Виступи на чемпіонатах світу:
| Рік  | Місце проведення         | Результат |
| ---- | ------------------------ | --------- |
| 2013 | Восс, Норвегія           | 19        |
| 2015 | Шенберг-Лахталь, Австрія | 21        |

## Кубок світу
Подіуми на етапах кубків світу:
| Сезон   | Місце проведення  | Результат |
| ------- | ----------------- | --------- |
| 2019–20 | Алмати, Казахстан | 1         |

Підсумкові результати по кожному сезону:
| Сезон   | Акробатика | Загальний залік |
| ------- | ---------- | --------------- |
| 2012–13 | 20         | 89              |
| 2013–14 | 28         | 135             |
| 2014–15 | 22         | 81              |
| 2015–16 | 25         | 111             |
| 2019–20 | 7          | 39              |